# 菊屋孫輔
菊屋 孫輔（きくや まごすけ、1882年〈明治15年〉6月10日 - 1948年〈昭和23年〉1月1日）は、日本の地主・家主、山口県多額納税者。族籍は山口県平民。

## 人物
山口県阿武郡萩町（現萩市）出身。菊屋剛十郎の長男。1905年、山口高等学校大学予科を卒業する。1908年、京都帝国大学法科大学を卒業する。1923年、家督を相続する。農業を営む。
貴族院多額納税者議員選挙の互選資格を有する。宗教は浄土宗。趣味は謡曲宝生流。住所は山口県萩市呉服町。

## 栄典
- 1926年10月18日 - 紺綬褒章[14]
  - 1923年10月、山口県阿武郡萩町教育費金2850円を寄付する[14]。
  - 1924年2月、同町役場庁舎敷地として土地2段8畝7歩余を寄付する[14]。

## 家族・親族
菊屋家
- 父・剛十郎（1857年 - ?、豪商・大地主[15]、資産家[16]、山口県多額納税者、萩銀行頭取[17][18]）
- 妻・キヨ（1892年 - ?、島根、彌重平次郎の二女）[11][18]
- 長男・嘉十郎[10]（1917年 - 1983年、萩市長）
- 二男・秀祐[7]
- 三男・於兎輔[11]
- 四男・嘉雄[11]
- 長女・喜美子（医学博士・加来道隆の妻）[7][11]
- 二女・正子（海軍造船将校友永英夫の妻）[10]
- 三女・定子（香川、鎌田正隆の妻）[8]
- 五女・節子[11]

親戚
- 鎌田勝太郎（貴族院多額納税者議員） - 三女・定子の夫の鎌田正隆は、貴族院多額納税者議員鎌田勝太郎の養子憲夫の息子である。